# Camillo Iona
Camillo Jona o Iona (Vienna, 13 giugno 1886 – Trieste, ... agosto 1974) è stato un architetto italiano.

## Biografia

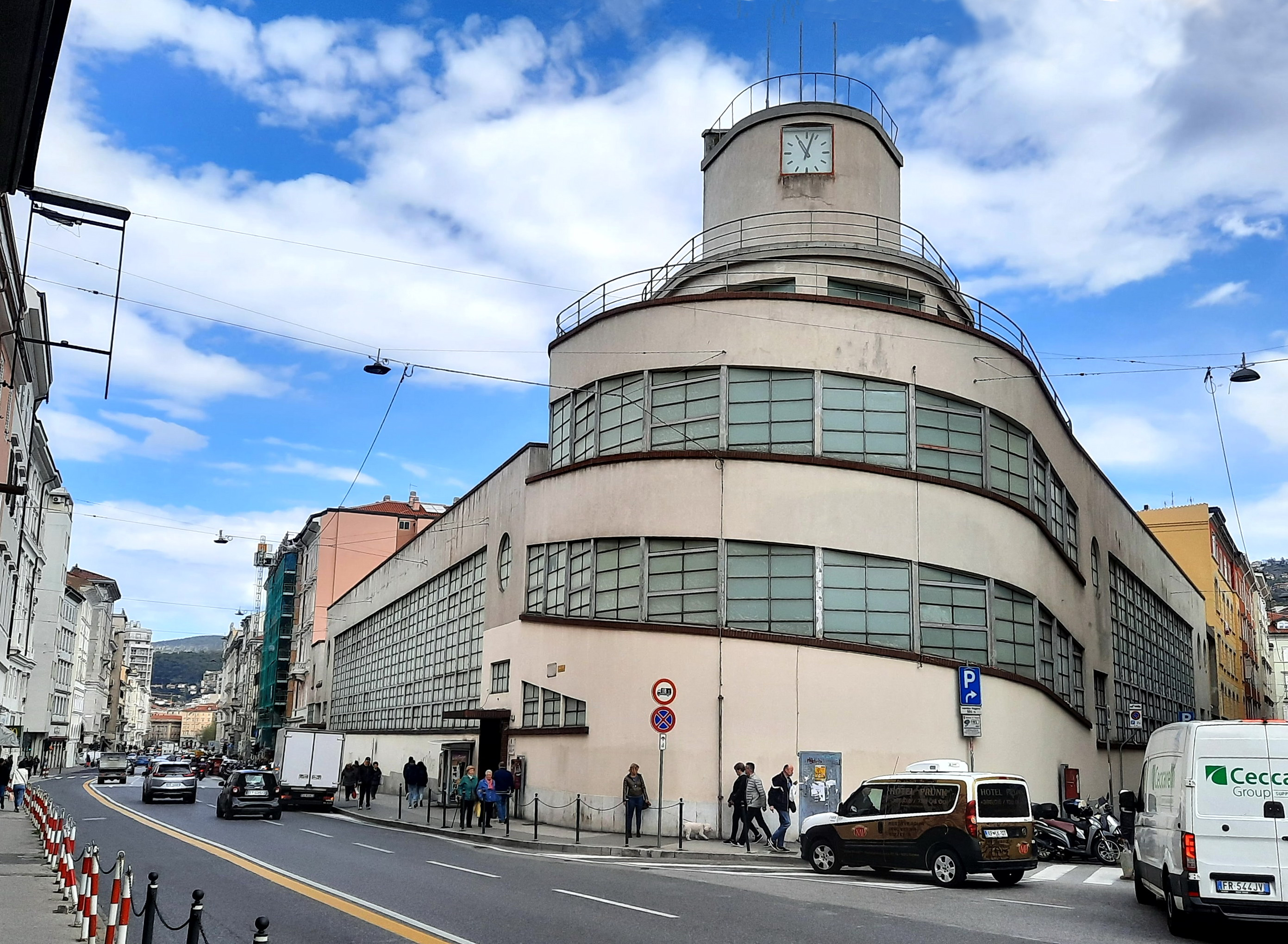
Mercato Coperto, Trieste 2023

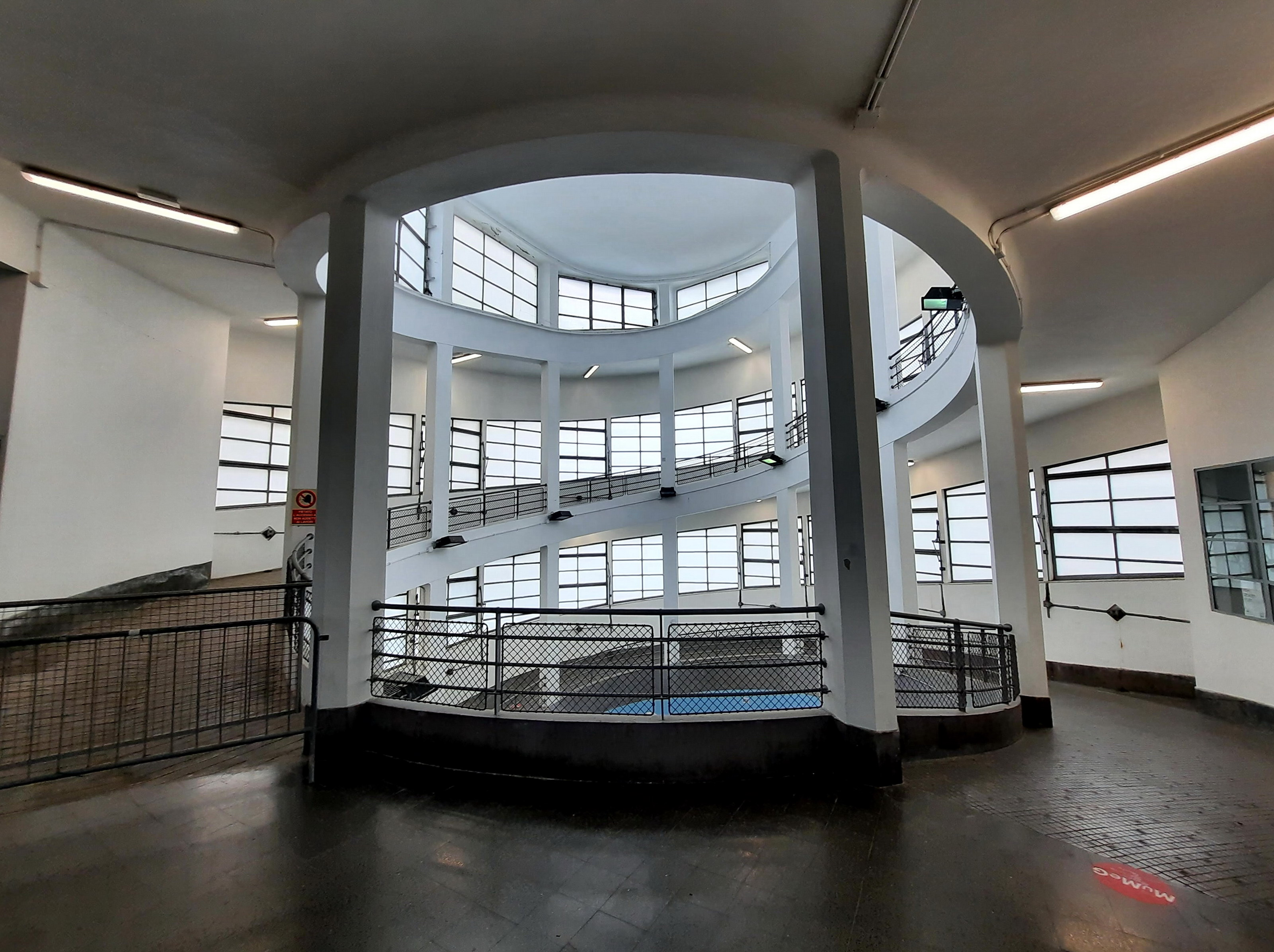
Mercato Coperto, Trieste 2023

Jona era il primo dei tre figli dei triestini Giacomo Iona ed Erminia Liebmann. Dopo gli studi presso la Scuola Reale di Trieste, nel 1905 si iscrisse alla facoltà di architettura del Politecnico di Milano, laureandosi nel 1909 e iniziando poco dopo un periodo di apprendistato presso lo studio dell'architetto Francesco Pestagalli.
Nel 1913, a Milano realizza l'edicola funeraria Ascoli nel Cimitero monumentale, quindi nel 1920-21 collabora con l'ingegnere Antonio Bruna per il cantiere del teatro nazionale in viale XX settembre a Trieste e, successivamente, con l'impresa di costruzioni Ing. C. Bressan, arch. G. Luzzato & C a Gorizia.
La predilezione per l'uso degli stili storici, in particolare del Rinascimento italiano, espressione dello stile nazionale, riemerge nei progetti di concorso per la sede del Banco di Roma (1922) e la sede INAIL a Trieste (1924). Tale interesse viene successivamente sviluppato a Trieste secondo due filoni principali: il primo comprende le ville isolate, declinate con semplicità secondo suggestioni rustiche e mediterranee; il secondo coinvolge gli interventi di grandi complessi residenziali per l'Istituto comunale case minime (ICAM), con accentuazioni monumentali. Soprattutto nelle ville riemerge la memoria dell'architettura amalfitana, da lui analizzata insieme a quella valdostana mediante vedute raccolte e pubblicate intorno al 1920.
Nel 1930 inizia a lavorare a contatto con l'ingegner Paolo Grassi dell'ufficio tecnico comunale. Si manifesta allora il suo forte interesse per la nuova architettura razionalista, che cresce di pari passo al suo impegno all'interno dell'Ufficio lavori pubblici del Comune di Trieste, formalizzato a partire dal 1932. L'ingegner Grassi lo coinvolge nella redazione del piano regolatore di Città vecchia e successivamente dell'intera città, e gli affida il disegno delle vedute previste su nuovi assi viari e i principali nodi monumentali.
Fu inoltre incaricato di progettare alcuni importanti edifici pubblici, come la piazza del mercato di viale Carducci (1935-1936), il cosiddetto "Mercato Nuovo" o il "Mercato Coperto", che fu poi inaugurato il 28 ottobre con l'intervento del Duca d'Aosta. In questo caso, tuttavia, le misure di riorganizzazione previste per il sito da Jona, e connesse ad un nuovo piano urbanistico e di sviluppo, non furono attuate nella loro totalità e il Mercato Coperto risultò quindi uno spazio urbano di riposo senza però essere una risposta adatta alle questioni urbanistiche di senso e di orientamento del luogo sollevate dalla demolizione di alcuni condomini che si era resa necessaria per la realizzazione dell'opera.
Altri progetti furono poi le stazioni d'attesa tranviarie (1933-1934) e il progetto per la fontana luminosa di Montuzza (1937) che, poiché Jona verrà colpito dalle leggi razziali, verrà poi realizzato dal collega ingegnere Vittorio Privileggi nel 1938.
Nel dopoguerra seguì la realizzazione di alcune case economiche comunali e progettò il complesso scolastico a San Sabba a Trieste (1947), consolidando poi il suo ruolo all'interno dell'ufficio tecnico fino al 1956.
L'ultimo lavoro rilevante di Jona come progettista autonomo è il progetto con Ramiro Meng per il quartiere INA-Casa di Chiadino-Rozzol a Trieste (1957-1961).